# Axel Engstfeld
Axel Engstfeld (* 10. Oktober 1953 in Düsseldorf) ist ein deutscher Regisseur und Filmproduzent, hauptsächlich im Dokumentarfilmbereich.

## Leben
Der Sohn des Drogisten Leonhard Engstfeld und seiner Ehefrau Doris, geborene Rockel studierte ab 1973 Psychologie an der Universität Innsbruck und von 1974 bis 1980 Theater, Film und TV an der Universität Köln. Ab 1975 veranstaltete er Filmreihen und leitete dann den Bereich Film der Studiobühne. Über Christian Doermer knüpfte er Kontakte zu Funk und Fernsehen. Ab 1977 konzipierte und realisierte er Rundfunkprogramme und verfasste Hörspiele.
1977 entstand in Zusammenarbeit mit Kollegen sein erster selbst produzierter Film Suff mit 14. 1978 gründete er die Engstfeld Filmproduktion GmbH. Seine Filme bilden nicht die Realität ab, sondern wollen gezielt die Wirklichkeit auf den Punkt bringen. Mit den Prämien seiner vielfach ausgezeichneten Dokumentationen begann Engstfeld 1984 ein großes Projekt über die erste Expedition der Umweltorganisation Greenpeace in die Antarktis.

## Filmografie (Auswahl)

### Als Regisseur
- 1977: Suff mit 14 (mit Peter Schnell und Franziska Brandes)
- 1978: Prinzessinnen sind wir nie gewesen
- 1979: Rauchzeichen
- 1980: Weißhäute
- 1981: Der gute Mensch von Santa Fu
- 1982: Feier-Abend (Episode Die Zeremonie in Krieg und Frieden)
- 1982: Von Richtern und anderen Sympathisanten
- 1984: Prädikat: Besonders grausam
- 1984: Gladiatoren
- 1985: Deutscher Alltag
- 1988: Antarctica Projekt
- 1992: Das Alaska Syndrom
- 1998: Im Bannkreis des Nordens (2 Folgen)
- 2000: Automat Kalaschnikow
- 2005: Minik
- 2006: Durchbruch bei Suez
- 2008: Das letzte Prozent
- 2010: Terra X (2 Folgen)
- 2014: Charlie Mariano – Last Visits

### Als Produzent
- 2001: Seelenlazarett
- 2002–2008: Mission X (5 Folgen)
- 2012: Camp 14 – Total Control Zone

## Preise & Auszeichnungen
- 1982: Filmband in Silber für Von Richtern und anderen Sympathisanten (Kategorie: Programmfüllende Filme ohne Spielhandlung)
- 1989: Bayerischer Filmpreis Dokumentarfilmpreis für Antarctica Projekt
- 1990: Adolf-Grimme-Preis mit Silber für Unter deutschen Dächern: Der geschundene Berg - Die Zugspitze (zusammen mit Bernd Mosblech)
- 1999: Bayerischer Fernsehpreis für Im Bannkreis des Nordens - Labyrinth des Todes
- 2005: Ernst-Schneider-Preis für Mission X - der Stromkrieg